# Fujaïrah (émirat)
Pour les articles homonymes, voir Fujaïrah.
Fujaïrah ou Fujairah, Foudjaïra, Foudjaïrah, Fujeira, Fudjayra, en arabe الفجيرة, Al-Fujayrah, est un émirat des Émirats arabes unis, dont la capitale dont il tient son nom est la ville de Fujaïrah.

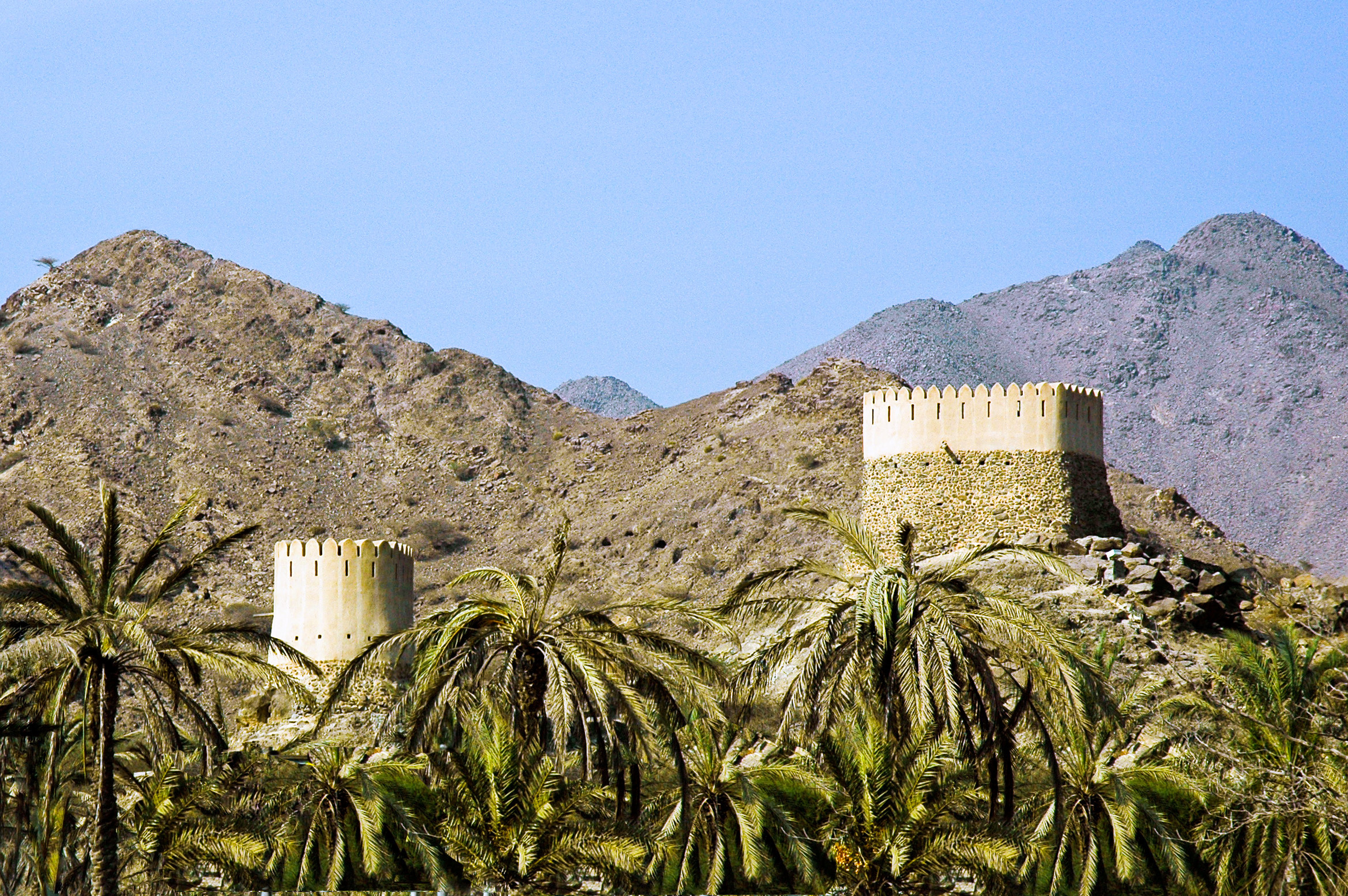
Tours d'observation de la mosquée Al Badiyah, la plus ancienne mosquée des Émirats arabes unis

## Histoire
En 1876, Hamad bin Abdullah Al-Sharqi devient le premier émir de Fujaïrah qui est alors une dépendance de l'émirat de Charjah. En 1902, il déclare son émirat indépendant de Charjah et adopte un drapeau uniformément rouge. L'indépendance de Fujaïrah est reconnue cinquante ans plus tard, en mars 1952.
Le 2 décembre 1971, Fujaïrah est un des six membres fondateurs des Émirats arabes unis qui seront rejoints l'année suivante par l'émirat de Ras el Khaïmah. En 1975, le drapeau rouge de Fujaïrah est abandonné et remplacé par celui des Émirats arabes unis.
Divers sites archéologiques : Al Fujairah, Ras Dibba...

## Géographie

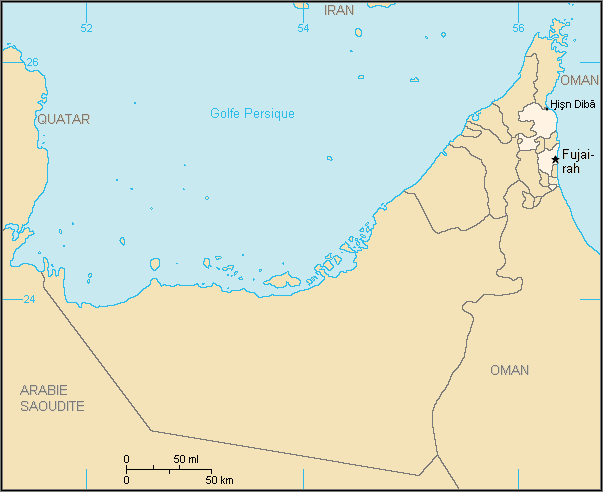
Carte de l'émirat de Fujaïrah.

L'émirat de Fujaïrah est le seul émirat des Émirats arabes unis à être totalement tourné non pas vers le golfe Persique mais vers le golfe d'Oman. Très montagneux, son territoire est constitué de deux enclaves assez étendues et de deux petites enclaves dont une où la souveraineté est partagée avec l'émirat de Charjah. Il possède des frontières avec Oman et les émirats d'Ajman (enclave de Manama), Charjah et Ras el Khaïmah.
Le climat est désertique et semi-désertique sur la côte grâce à l'humidité et aux nuages venant de l'océan Indien.
Il existe de nombreuses incertitudes sur le tracé des frontières et la souveraineté de certaines zones entre Fujaïrah, Charjah et Oman, notamment sur une enclave omanaise dans les Émirats arabes unis, sur une autre enclave dont la souveraineté est partagée entre Fujaïrah et Charjah et sur la ville de Khor Fakkan qui est considérée tantôt comme une ville de l'émirat de Charjah, tantôt comme une enclave de l'émirat de Fujaïrah dans l'émirat de Charjah.

## Politique
Comme dans les autres émirats des Émirats arabes unis, le droit et les lois sont basés sur la charia.
Hamad ben Mohammed Al Sharqi est l'émir de Fujaïrah depuis la mort de son père le 18 septembre 1974 et est membre du Conseil Suprême des Émirats arabes unis.

### Liste des émirs de Fujaïrah
- 1876-1942 : Hamad bin Abdullah Al-Sharqi.
- 1942-18 septembre 1974 : Mohammed ben Hamad Al-Sharqi.
- depuis 18 septembre 1974 : Hamad ben Mohammed Al Sharqi.

## Économie
Étant situé sur la côte Est des Émirats arabes unis, Fujaïrah ne possède que peu de réserves de pétrole et de gaz naturel et ne peut pratiquer la pêche des perles, les eaux étant trop froides pour que les coquillages les produisant puissent y vivre. L'économie de Fujaïrah est donc basée sur la pêche et l'agriculture.
Depuis quelques années, l'émirat tente de développer son activité portuaire en tirant parti de sa position géographique : étant situé sur la côte du golfe d'Oman, les bateaux n'ont pas besoin de passer par le détroit d'Ormuz pour gagner les Émirats arabes unis, ce qui raccourcit leur trajet et le rend plus sûr, les eaux de ce détroit étant incertaines avec les contentieux maritimes avec l'Iran. Les porte-conteneurs et les pétroliers peuvent accoster d'autant plus facilement dans l'émirat de Fujaïrah qu'il dispose de ports en eaux profondes, ce qui est loin d'être le cas de tous les autres ports sur le golfe Persique.
Des projets de développement du tourisme sont à l'étude, l'émirat possédant quelques plages de sable blanc et des récifs coralliens. De plus, la présence des montagnes constitue un atout pour Fujaïrah, car il est possible d'y effectuer de la randonnée, des treks, des circuits en véhicule tout-terrain et d'y apprécier la relative fraîcheur du climat par rapport à la côte ou au désert.

## Population
Coincée entre montagnes et golfe d'Oman, la majeure partie de la population de l'émirat se concentre sur le littoral. La plus grande ville et capitale est Fujaïrah avec 65 844 habitants. La seconde ville est Khor Fakkan avec 34 455 habitants (chiffres de 2006).

## Philatélie
Le premier timbre est émis le 22 septembre 1964. Entre 1964 et 1972, Fujaïrah a émis 143 timbres ou séries, 85 timbres ou séries pour la poste aérienne, six blocs-feuillets, dix timbres de service et huit timbres de service pour la poste aérienne. La légende des timbres était Fujeira

### Sources
- (en) Dirigeants de Fujaïrah.